# Kowiesowo
Kowiesowo (prononciation : [kɔvjɛˈsɔvɔ]) est un village polonais de la gmina de Mszczonów dans le powiat de Żyrardów de la voïvodie de Mazovie dans le centre-est de la Pologne.
Il se situe à environ 9 kilomètres au sud de Mszczonów (siège de la gmina) , 18 kilomètres au sud de Żyrardów (siège de la Powiat) et à 48 kilomètres au sud-ouest de Varsovie (capitale de la Pologne).

## Histoire
De 1975 à 1998, le village appartenait administrativement à la voïvodie de Skierniewice.